# Rhinocricus urubambae
Rhinocricus urubambae är en mångfotingart som först beskrevs av Chamberlin 1955.  Rhinocricus urubambae ingår i släktet Rhinocricus och familjen Rhinocricidae. Inga underarter finns listade i Catalogue of Life.